# 위르겐 그라보프스키
위르겐 그라보프스키(독일어: Jürgen Grabowski, 1944년 7월 7일~2022년 3월 10일)는 독일의 전 축구 선수이다. 그는 아인트라흐트 프랑크푸르트에서 현역 시절 전부를 보냈다. 그는 1972년에 유럽 선수권 대회를 우승했고, 1974년에는 월드컵을 우승했다. 그라보프스키는 아인트라흐트 프랑크푸르트의 역대 최고 선수로 평가받는다.

## 생애

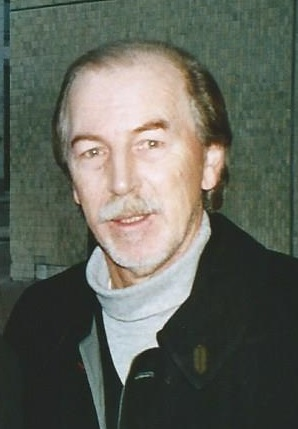
2005년의 그라보프스키

그라보프스키는 비스바덴 출신이다. 그라보프스키는 본래 공격수였고, 말년에는 공격형 미드필더나 측면 미드필더로 활약했고, 비스바덴의 비브리히 1919와 비브리히 02에서 축구를 시작했다. 1965년, 그는 아인트라흐트 프랑크푸르트에 합류했다. 그는 프랑크푸르트 소속으로 1974년과 1975년에 연달아 DFB-포칼을 제패했고, 1980년에는 유로파리그를 제패했다. 그러나, 그는 부상으로 1980년 UEFA컵 결승전에 결장했다.
그는 유럽대항전에서 40번의 경기에 출전해 9골을 기록했다.
그는 서독 국가대표팀 경기에 44번 출전해 5골을 기록했다. 그는 1경기도 출전하지 못한 1966년 월드컵에서 준우승을 거두었다. 멕시코에서 열린 1970년 대회에는 그라보프스키가 가장 강력한 후보 선수로 평가받았다. 그는 이탈리아와의 준결승전에서 골대를 강타하였고, 그 공은 칼-하인츠 슈넬링어로 연결되었다. 독일의 프로 선수로, 이탈리아 구단에서 뛰는 슈넬링어는 정규 시간 막판에 동점골을 성공시켰다. 준결승전 결과는 연장전 끝에 3-4 패배로 끝났다. 1972년, 그는 유럽 선수권 대회 정상에 올랐다. 그라보프스키는 서독 안방에서 열린 1974년 월드컵에도 참가했다. 그라보프스키는 스웨덴과의 2차 조별 리그 경기에서 득점을 성공시켜 서독의 4-2 승리에 일조했다. 그는 30번째 생일인 1974년 7월 7일에 아인트라흐트 동료인 베른트 횔첸바인과 함께 뮌헨 올림피아슈타디온에서 월드컵 우승을 거두었다.
그의 경력은 1980년에 로타어 마테우스에 부상을 당하면서 끝났다. 그는 잠시 아인트라흐트 프랑크푸르트의 감독을 대행하기도 했다. 그라보프스키는 아인트라흐트의 명예 주장으로 선정되었다.
그라보프스키는 헤센 주 타우누스슈타인에서 말년을 보냈다. 그는 영면에 들기 전까지 신장병으로 투병했다. 2022년 3월 10일, 그는 향년 77세로 비스바덴에서 영면에 들었다.

## 수상
아인트라흐트 프랑크푸르트
- UEFA컵: 1979–80[2]
- DFB-포칼: 1973–74, 1974–75[2]

서독
- 월드컵: 1974[2]
- 유럽 선수권 대회: 1972[2]

개인
- 《키커》 분데스리가 올해의 선수단: 1966–67,[14] 1969–70,[15] 1970–71,[16] 1971–72,[17] 1972–73,[18] 1973–74,[19] 1974–75,[20] 1977–78[21]
- 헤센 명예의 훈장: 2014년 12월 3일[22][23]

## 참고 문헌
- Scherzer, Hartmut (1978). 《Jürgen Grabowski》 (독일어). München: Copress. ISBN 978-3-7679-0142-1. OCLC 720478829.